# Beleg van Pavia
Het Beleg van Pavia was de belegering van de stad Pavia, destijds Ticinum geheten, in de jaren 569 tot en met 572. De stad werd belegerd door troepen van de Langobarden onder leiding van Alboin, waarbij ze steun kregen van de Bajuwaren, Gepiden en Saksen. Byzantijnse troepen zorgden voor de verdediging. Pavia viel in 572, waarna de stad de hoofdstad werd van het Longobardische Rijk.